# 第五代里奇蒙公爵查爾斯·戈登-倫諾克斯
查爾斯·戈登-倫諾克斯（英語：Charles Gordon-Lennox，1791年8月3日—1860年10月21日），第五代里奇蒙公爵，1830年至1834年擔任英國郵政總長。

## 家庭
1817年，查爾斯與安格爾西侯爵亨利·佩吉特的女兒卡羅琳·佩吉特（Caroline Paget）結婚，兩人共有4子3女：
1. 查爾斯（1818年—1903年），第六代里奇蒙公爵
2. 卡羅琳（1819年—1890年），貝斯博羅伯爵夫人
3. 亨利（英语：Lord Henry Lennox）（1821年—1886年）
4. 亞歷山大（英语：Lord Alexander Gordon-Lennox）（1825年—1892年）
5. 奧古斯塔（英语：Princess Edward of Saxe-Weimar）（1827年—1904年）
6. 喬治（英语：Lord George Gordon-Lennox）（1829年—1877年）
7. 塞西莉亞（1838年—1910年），嫁盧肯伯爵喬治·賓漢（英语：George Bingham, 4th Earl of Lucan）